# Mike Dringenberg
Mike Dringenberg (nacido en 1965) es un dibujante de cómics alemán/norteamericano que se hizo reconocido por su trabajo en The Sandman, de DC/Vertigo junto con el escritor Neil Gaiman después de la partida de Sam Kieth. Se hizo especialmente reconocido por haber sido el cocreador de Muerte, habiendo sido el único de los personajes de la saga que no está basado en una descripción original de Gaiman.

## Biografía
Dringenberg nació en Laon, Francia., en el seno de una familia alemana, y se mudó tempranamente a los EE. UU.